# Aphthona depressa
Aphthona depressa é uma espécie de insetos coleópteros polífagos pertencente à família Chrysomelidae.
A autoridade científica da espécie é Allard, tendo sido descrita no ano de 1859.
Trata-se de uma espécie presente no território português.